# Велика индијска пчела
Велика индијска пчела (лат. Apis dorsata) -  је крупна друштвена пчела којој је домовина Индија, Малезија, Индонезија, итд. Изграђују саће од чистог воска, а састоји се од једног јединог великог саћа. Све ћелије у саћу су једнаке, те нема радиличких и трутовских ћелија нити матичњака. Ћелије могу бити дубоке и со 34 милиметара. Радилице ове врсте два пута су веће од европске (наше) медоносне пчела. Разлика између радилица и матица не постоји. Пошто се њено једно саће налази на птвореном простору, инстинкт одбране је добро развијен.